# William Pitt Młodszy
William Pitt młodszy (ang. William Pitt the Younger; ur. 28 maja 1759 w Hayes w hrabstwie Kent, zm. 23 stycznia 1806 w Londynie) – premier Królestwa Wielkiej Brytanii w latach 1783-1801 oraz 1804-1806. W wieku 24 lat został najmłodszym w historii premierem brytyjskim. Największy talent przejawiał jako finansista, jednak kierował również wojnami z Francją – rewolucyjną, a potem napoleońską. Od podpisania aktu unii (1800) z Irlandią od 1801 oficjalna nazwa państwa brzmiała Zjednoczone Królestwo Wielkiej Brytanii i Irlandii. Pitt złożył dymisję, gdy król odmówił zniesienia praw dyskryminujących brytyjskich katolików. Jednak po wybuchu nowej wojny z Francją Pitt powrócił na urząd. Zwolennik ewolucyjnego konserwatyzmu.

## Wczesne lata życia
William Pitt Młodszy był młodszym synem Williama Pitta, 1. hrabiego Chatham (premiera w latach 1766-1768), i Hester Grenville, córki Richarda Grenville’a i siostry George’a Grenville’a (premiera w latach 1763-1765). William był czwartym z pięciorga dzieci.
Przyszły premier był chorowitym, ale inteligentnym dzieckiem. Naukę rozpoczął w prywatnej szkole wielebnego Edwarda Wilsona. Tam nauczył się biegle języka hiszpańskiego i greckiego. W 1773 r. rozpoczął naukę w Pembroke Hall na Uniwersytecie Cambridge. Studiował tam filozofię polityczną i klasyczną, matematykę, chemię i historię. Jego wychowawcą był George Pretyman, który został bliskim przyjacielem Williama. W 1776 r., z powodu złego stanu zdrowia, Pitt skorzystał z przywileju przysługującego dzieciom arystokratów i ukończył uczelnię bez zdawania egzaminu. Podczas nauki w Cambridge Pitt zawarł również wieloletnią przyjaźń z Williamem Wilberforce’em.
Ojciec Williama zmarł w 1778 r. Jako młodszy syn William otrzymał niewiele z rodzinnego spadku. Rozpoczął praktykę prawniczą w Lincoln’s Inn i został powołany do pełnienia funkcji prawniczych.

## Początki kariery politycznej
Podczas wyborów do Izby Gmin we wrześniu 1780 r. Pitt startował w okręgu uniwersyteckim w Cambridge, ale bez powodzenia. Pomógł mu wówczas jego przyjaciel z lat studiów, Charles Manners, 4. książę Rutland, który zapewnił Pittowi poparcie Jamesa Lowthera, kontrolującego „zgniły okręg wyborczy” Appleby. Dzięki poparciu Lowthera Pitt wygrał wybory uzupełniające w tym okręgu w styczniu 1781 r. Fakt, że wszedł do Izby Gmin ze „zgniłego okręgu” nie przeszkodził Pittowi w późniejszych latach domagać się zniesienia takich okręgów.
Młody Pitt dał się poznać w parlamencie jako zaangażowany deputowany i mówca. Początkowo sprzymierzył się z wigami, głównie z Charlesem Jamesem Foxem. Pitt domagał się zakończenia wojny w koloniach amerykańskich. Zaproponował nawet premierowi, którym był lord North, zawarcie pokoju ze zbuntowanymi kolonistami. Popierał również propozycje reform, m.in. ustaw zmierzających do ukrócenia korupcji podczas wyborów.
Po upadku rządu Northa w 1782 r. premierem został wig, lord Rockingham. Pitt otrzymał wówczas stanowisko wiceskarbnika Irlandii, ale odmówił jego przyjęcia. Po śmierci Rockinghama, który zmarł po trzech miesiącach urzędowania, nowym premierem został lord Shelburne. Większość wigów, którzy wcześniej popierali rząd Rockinghama, teraz przeszła do opozycji. Wśród nich był m.in. Fox. Pitt pozostał jednak stronnikiem rządu i otrzymał w nim stanowisko kanclerza skarbu.
Fox, który stał się wówczas politycznym przeciwnikiem Pitta, zawiązał koalicję z lordem Northem i doprowadził do upadku gabinetu Shelburne’a. W 1783 r. król Jerzy III chciał mianować premierem Pitta, ale ten odmówił wiedząc, że nie zdoła zapewnić sobie poparcia Izby Gmin. Premierem został ostatecznie książę Portland, ale pierwsze skrzypce w nowym gabinecie grali Fox i North.
Pitt, który utracił stanowisko kanclerza skarbu, przeszedł w szeregi opozycji. Jako opozycjonista zgłaszał liczne postulaty reform, m.in. zniesienia „zgniłych okręgów”. To przyciągnęło do niego wielu proreformatorskich deputowanych, którzy uznali Pitta za swojego lidera.

## Droga do władzy

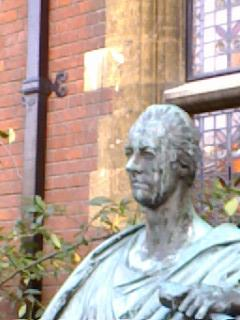
Pomnik Pitta przed Pembroke College

W grudniu 1783 r. Fox wprowadził pod obrady Izby Gmin ustawę o reformie zarządu nad Brytyjską Kompanią Wschodnioindyjską autorstwa Edmunda Burke’a. Ustawa ta nie spodobała się królowi Jerzemu. Głosowanie w Izbie Gmin poszło jednak po myśli gabinetu i ustawa przeszła do Izby Lordów. Król zagroził wtedy lordom, że każdego lorda który zagłosuje za ustawą, uzna za swojego wroga. Królewska groźba podziałała i Izba Lordów odrzuciła ustawę. Król Jerzy rozwiązał gabinet Portlanda i ponownie zaproponował Pittowi objęcie urzędu premiera. Po trzykrotnie ponawianej ofercie Pitt zdecydował się ją przyjąć. W ten sposób 24-letni Pitt został najmłodszym premierem w dziejach Wielkiej Brytanii. Młody wiek premiera stał się powodem wielu docinków. Ułożono m.in. wierszyk: „sposób, aby sprawić, by wszystkie narody powstały ze zdziwienia i wytrzeszczyły oczy: oddać królestwo pieczy uczniaka” (a sight to make all nations stand and stare: a kingdom trusted to a schoolboy’s care). Wróżono, że nowy gabinet nie dotrwa do świąt Bożego Narodzenia. W rzeczywistości przetrwał on 17 lat.
Aby zapewnić swojemu gabinetowi trwalsze poparcie, Pitt zaproponował Foxowi i jego sojusznikom miejsca w gabinecie. Odmówił jednak powierzenia jakiegokolwiek stanowiska Northowi, co spowodowało, że Fox także pozostał w opozycji. Gabinet Pitta został zepchnięty do defensywy, a w styczniu 1784 r. otrzymał od Izby Gmin wotum nieufności. Pitt zdecydował się wówczas na krok bez precedensu i odmówił podporządkowania się woli Izby. Znalazł poparcie u króla, który nie chciał powrotu Foxa i Northa do władzy, oraz w Izbie Lordów, która dała gabinetowi wotum zaufania. Poparcia udzieliło mu również społeczeństwo, które napisało wiele petycji popierających premiera. Spowodowało to m.in., że niektórzy deputowani przeszli do grona zwolenników Pitta. Wkrótce Pitt został zaatakowany przez grupę mężczyzn, kiedy opuszczał wigowski klub. Londyńska ulica uznała to za sprawkę przeciwników politycznych premiera. „Uczciwy Billy”, jak go wówczas nazwano, stał się idolem Londyńczyków, którzy uznali go symbolem walki z korupcją i nieuczciwością, kojarzonymi z rządami Northa i Foxa.
Pomimo serii porażek w Izbie Gmin Pitt utrzymał się na urzędzie. Udało mu się również przeciągnąć na swoją stronę kilku opozycyjnych deputowanych, nie tak wielu jednak, aby zapewnić sobie większość w Izbie. W marcu 1784 r. król rozwiązał parlament. Poparcie króla dla rządu i hojne datki ze skarbu państwa w połączeniu z popularnością premiera zapewniły stronnictwu rządowemu zdecydowane zwycięstwo. Sam premier wygrał z ogromną przewagą wybory na Uniwersytecie w Cambridge. Okręg ten reprezentować miał aż do śmierci.

## Premier Wielkiej Brytanii

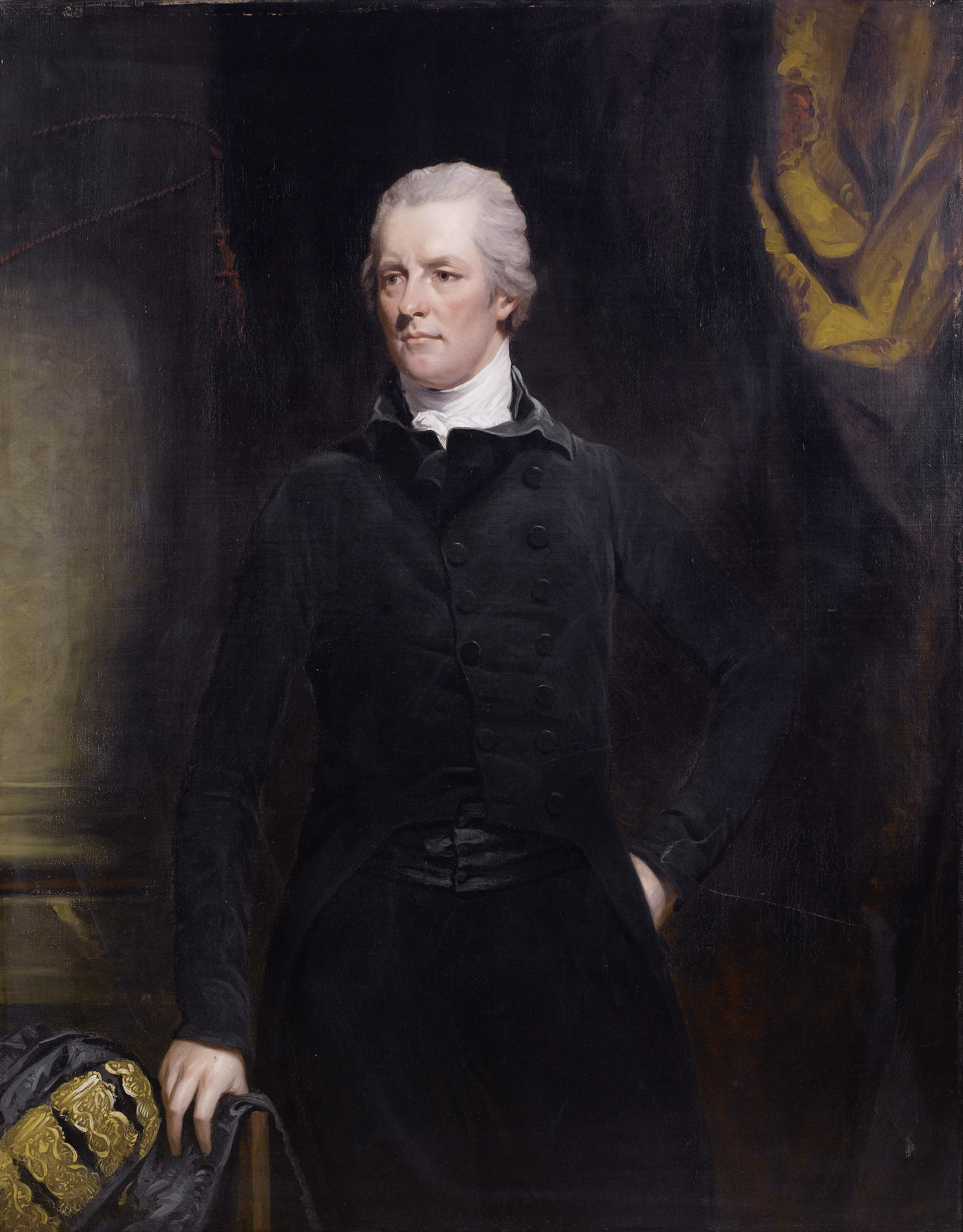
William Pitt Młodszy

Uzyskanie stabilnej większości w obu Izbach pozwoliło Pittowi na zajęcie się sprawami administracyjnymi. W 1784 r. uchwalono India Act, który zreorganizował zarząd wschodnimi koloniami Wielkiej Brytanii. Ustawa utworzyła Radę Kontroli, która miała kontrolować politykę Kompanii Wschodnioindyjskiej. Premier był członkiem Rady, a jej przewodniczącym był minister spraw wewnętrznych lub spraw zagranicznych. Nastąpiła również centralizacja zarządu nad Indiami. Ograniczono kompetencje lokalnych gubernatorów w Bombaju i Madrasie na rzecz gubernatora generalnego. Dalsze zmiany organizacyjne przeprowadzono w 1786 r., kiedy władzy gubernatora poddano nowo utworzoną kolonię Penang.

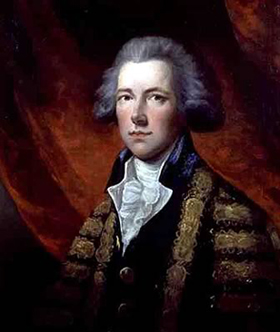
William Pitt Młodszy

W sprawach wewnętrznych Pitt skoncentrował się na reformie parlamentarnej. W 1785 r. zgłosił projekt ustawy znoszącej 36 „zgniłych okręgów” i rozszerzającej prawa wyborcze. Ustawa upadła jednak już w Izbie Gmin. Od tamtej pory Pitt nie podejmował już prób zreformowania parlamentu.
Pitt musiał zmierzyć się również z innym problemem Wielkiej Brytanii – długiem narodowym, który gwałtownie wzrósł podczas walk z amerykańskimi koloniami. Pitt próbował temu zaradzić poprzez wprowadzenie nowych podatków. Doprowadził również do uchwalenia przepisów uderzających w nielegalny handel i defraudację. W 1786 r. premier powołał „sinking fund” w celu zmniejszenia długu narodowego. Każdego roku milion funtów miano przekazywać funduszowi. Pieniądze te miały być później przeznaczone na spłatę długu.
Aby zminimalizować wpływy Francji w Europie Pitt doprowadził w 1788 r. do podpisania trójstronnego przymierza między Wielką Brytanią, Prusami, a Republiką Zjednoczonych Prowincji. Sojusz nie przyniósł jednak Wielkiej Brytanii wymiernych korzyści.
W 1788 r. kraj stanął w obliczu poważnego kryzysu. Król Jerzy III doznał pierwszego ataku porfirii. Choroba ta była wówczas nieznana i powszechnie uznano, że król postradał zmysły. Z powodu choroby króla przesunięto termin rozpoczęcia sesji parlamentu (sesję parlamentu otwierał król), ale kiedy stan króla się nie poprawił, Izby rozpoczęły obrady. Od razu wybuchł spór o regencję między Pittem a Foxem. Obaj politycy zgadzali się, że regentem powinien zostać najstarszy syn króla, Jerzy, książę Walii. Spór dotyczył zakresu władzy regenta. Fox domagał się przekazania młodszemu Jerzemu wszystkich prerogatyw Korony, Pitt chciał poddać regenta kontroli parlamentu. Było to spowodowane faktem, że książę należał do przyjaciół Foxa i Pitt mógł spodziewać się, że po uzyskaniu władzy król zdymisjonuje go ze stanowiska premiera. Parlament spędził więc zimowe miesiące na debatowaniu nad kwestią regencji, która jednak okazała się bezprzedmiotowa, gdyż w lutym 1789 r. Jerzy III powrócił do zdrowia.
Wybory powszechne 1790 r. ponownie przyniosły zwycięstwo rządowi. W 1791 r. Pitt doprowadził do uchwalenia Constitutional Act, który zreorganizował zarząd nad Brytyjską Ameryką Północną. Prowincję Quebec podzielono na dwie części – zdominowaną przez Francuzów Dolną Kanadę i w większości angielską Górną Kanadę. W 1792 r. Jerzy III mianował Pitta lordem strażnikiem Pięciu Portów, który to urząd był wówczas czysto honorowy. Król zaproponował również Pittowi odznaczenie go Orderem Podwiązki, ale premier odmówił.

## Rewolucja Francuska
Po wybuchu rewolucji francuskiej w 1789 r. Pitt dążył do jak najdłuższego utrzymania Wielkiej Brytanii poza konfliktem. Jednak agresywna polityka rewolucyjnej Francji nie pozwoliła Wielkiej Brytanii pozostać neutralną. 1 lutego 1793 r. Francja wypowiedziała Albionowi wojnę, na co Pitt odpowiedział podobnym krokiem. Wielka Brytania przyłączyła się do koalicji antyfrancuskiej razem z Austrią, Prusami, Sardynią, Hiszpanią i Republiką Zjednoczonych Prowincji.

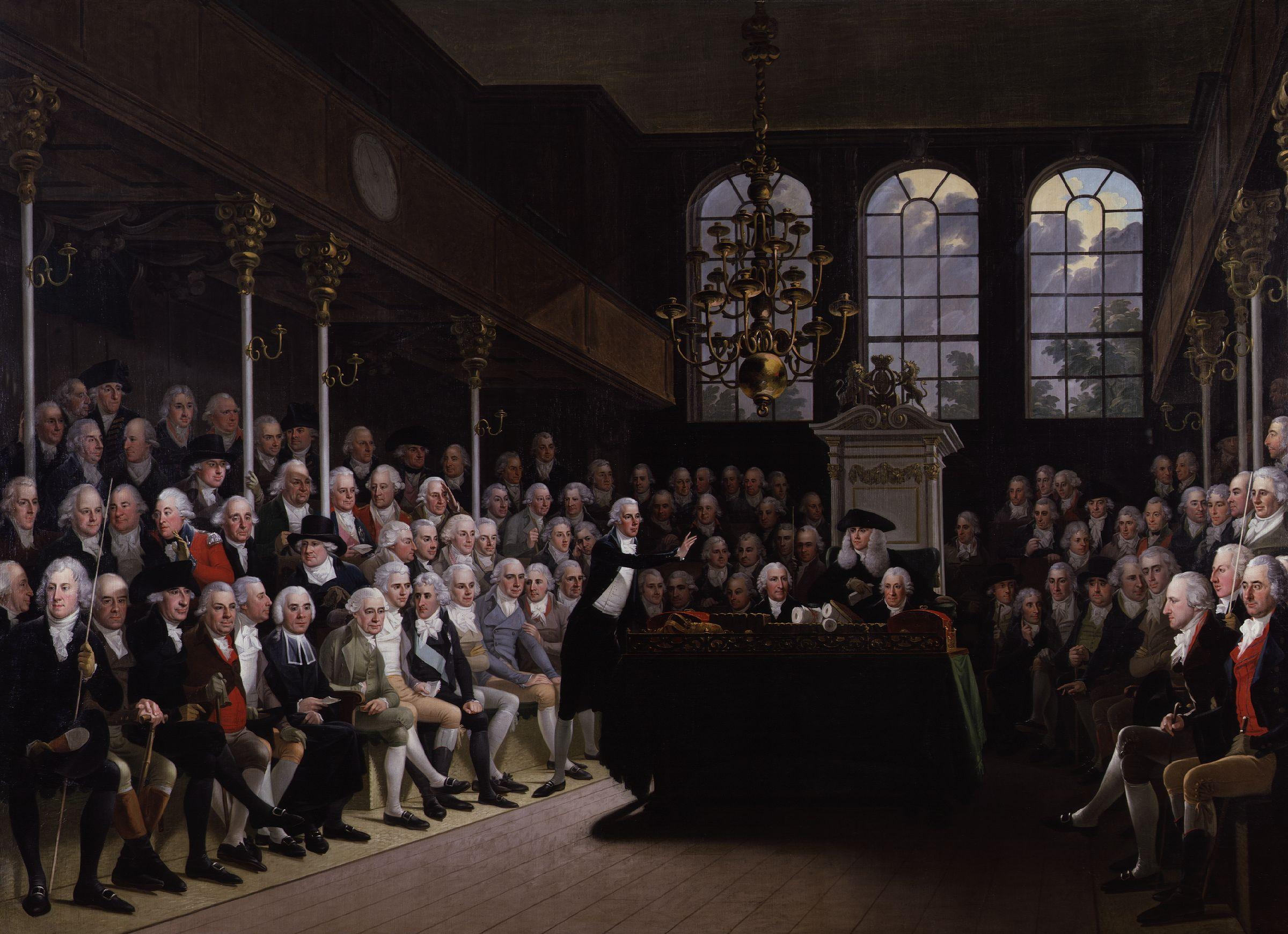
Pitt przemawia w Izbie Gmin

Rewolucja francuska spowodowała, że na wokandę powróciła kwestia reformy wyborczej, zarzucona po klęsce ustawy Pitta w 1785 r. Reformatorzy zostali jednak rychło okrzyknięci radykałami i agentami francuskiej rewolucji. W 1794 r. administracja Pitta próbowała postawić trzech z nich przed sądem za zdradę stanu, ale przegrała sprawę. Aby uciszyć reformatorów, parlament rozpoczął pracę nad zaostrzeniem kar za podobne wystąpienia. Zawieszono m.in. pewne punkty Habeas Corpus Act. Uchwalono również Seditious Meetings Act (zakaz przemówień na forum publicznym) czy też Combination Acts (zakaz tworzenia reformatorskich towarzystw i organizacji). Problemem były również niepełne etaty Royal Navy, więc obok istniejącego procederu impressmentu (przymusowego wcielania do służby załóg zarekwirowanych statków) wprowadzono przymusowy pobór do floty.
Wojna z rewolucyjną Francją była niezmiernie droga i poważnie zagrażała finansom Wielkiej Brytanii. W 1797 r. Pitt, chroniąc rezerwy złota, musiał zakazać wymiany banknotów na złoto. Przez następne dwie dekady Wielka Brytania używała pieniędzy papierowych. Aby zaradzić problemom skarbu, Pitt wprowadził po raz pierwszy podatek dochodowy. Francja tymczasem odnosiła sukcesy w walkach z I koalicją, która rozpadła się w 1798 r. II koalicja (Wielka Brytania, Austria, Rosja i Turcja) również nie sprostała Francuzom. Klęska Austriaków pod Marengo w 1800 r. spowodowała, że Wielka Brytania pozostała sama na placu boju.

## Rezygnacja

Herb Williama Pitta Młodszego

Rewolucja francuska spowodowała poważne religijne i polityczne komplikacje w Irlandii, królestwie zależnym od Wielkiej Brytanii. W 1798 r. irlandzcy nacjonaliści wywołali powstanie, oczekując na francuską pomoc, która pomoże im obalić monarchię. Powstanie zakończyło się klęską, ale Pitt uznał, że trwałe uspokojenie Szmaragdowej Wyspy przyniesie zacieśnienie unii między Irlandią a Wielką Brytanią. W 1800 r. uchwalono Act of Union. Wielka Brytania i Irlandia z dniem 1 stycznia 1801 r. łączyły się w jedno królestwo – Zjednoczone Królestwo Wielkiej Brytanii i Irlandii.
Pitt chciał, aby unia Irlandii z Wielką Brytanią związana została z równouprawnieniem katolików, stanowiących większość Irlandczyków. Tutaj premier napotkał na sprzeciw Jerzego III. Król sprzeciwiał się emancypacji katolików, powołując się na swoją przysięgę koronacyjną, która nakazywała mu obronę protestanckiego Kościoła Anglii. Pittowi nie udało się przekonać króla i 16 lutego 1801 r. podał się do dymisji. Nowym premierem został Henry Addington. Król jednak doznał kolejnego ataku choroby i nie mógł formalnie przekazać kierownictwa gabinetu Addingtonowi. Pitt pozostał więc na urzędzie, 18 lutego przedstawił nawet Izbie Gmin projekt budżetu. Dopiero 14 marca, po powrocie króla do zdrowia, Pitt formalnie przekazał swoje stanowisko Addingtonowi.
Nowy gabinet cieszył się poparciem Pitta, ale były premier stracił entuzjazm do zajmowania się sprawami państwa. Coraz częściej opuszczał posiedzenia Izby Gmin, spędzając czas głównie w Walmer Castle, rezydencji lorda strażnika Pięciu Portów. W okolicy zorganizował oddział ochotników, którzy mieli przeciwdziałać francuskiej inwazji. Sam został pułkownikiem batalionu wystawionego przez Trinity House. Nakazał również budowę wież Martello na wybrzeżu oraz Royal Military Canal w Romney Marsh. Poza tym upiększał Walmer House. Pomagała mu w tym jego siostrzenica, Hester Stanhope, która przyczyniła się do utworzenia przyzamkowych ogrodów.
Tymczasem dobiegła końca wojna z Francją. Zakończył ją pokój w Amiens w 1802 r. Pokój nie przetrwał jednak długo. Nowa wojna rozpoczęła się już w 1803 r. Addington zaproponował Pittowi członkostwo w gabinecie, ale Pitt odmówił i przeszedł do opozycji. Sprzymierzył się tam z Charlesem Jamesem Foxem. Addington, który utracił większość w Izbie Gmin, w maju 1804 r. podał swój gabinet do dymisji.

## Drugi raz na stanowisku premiera

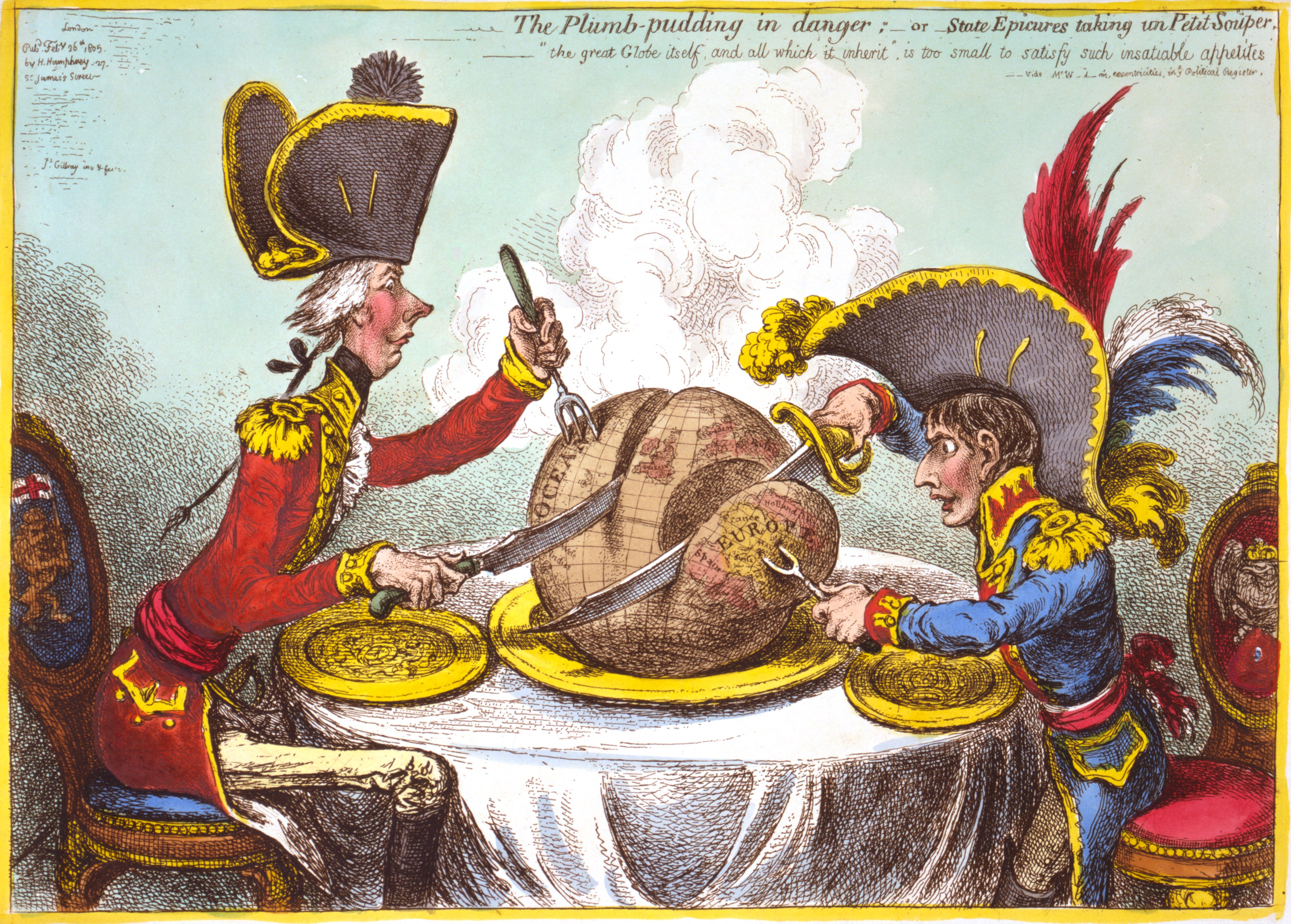
Pitt i Napoleon dzielą się światem, karykatura Jamesa Gillraya z 1805 r.

10 maja 1804 r. William Pitt po raz drugi został premierem. Początkowo planował utworzenie koalicyjnego rządu wszystkich partii, ale znalazł się pod presją króla Jerzego, który nie chciał widzieć w gabinecie Charlesa Jamesa Foxa. Poza tym część byłych ministrów Pitta odeszła do opozycji w ślad za Addingtonem. Drugi gabinet Pitta miał mniejsze poparcie w Izbie Gmin niż pierwszy.
Brytyjski rząd musiał stawić czoła agresywnej polityce Napoleona Bonapartego. Na skutek starań Pitta powstała III koalicja antyfrancuska z Austrią, Rosją i Szwecją. W październiku 1805 r. brytyjski admirał Horatio Nelson pokonał flotę francuską w bitwie pod Trafalgarem, co przypieczętowało dominację Wielkiej Brytanii na morzach. Na lądzie brytyjscy koalicjanci wspierani przez brytyjskie pieniądze ponieśli jednak ciężkie klęski pod Ulm i Austerlitz. Spowodowało to rozpad koalicji. Odbiło się to na zdrowiu Pitta, które i tak było osłabione zamiłowaniem premiera do porto. Pitt zmarł 23 stycznia 1806 r. z powodu zapalenia wątroby. Nigdy się nie ożenił i nie pozostawił potomstwa.
Długi Pitta sięgały 40.000 funtów, ale Parlament zgodził się na ich spłacenie. Mimo opozycji Foxa przeszedł w Izbie Gmin pomysł uhonorowania Pitta pogrzebem na koszt państwa i pomnikiem. Pitt został pochowany w opactwie westminsterskim 22 lutego. Następcą Pitta na stanowisku premiera został lord Grenville. W skład jego gabinetu wszedł Charles James Fox.

## Podsumowanie
William Pitt Młodszy był wpływowym premierem, który skupił w swoich rękach rozległą władzę. Mimo że spotykał się z opozycją członków własnego gabinetu, udało mu się określić rolę premiera jako nadzorcy i koordynatora działań poszczególnych departamentów. Pitt nie był reprezentantem poglądów dominujących w społeczeństwie. Został premierem, nie mając poparcia parlamentarnego, ale dzięki poparciu Korony, której przywileje, mimo poparcia jakiego mu udzielała, systematycznie ograniczał.
Jednym z najważniejszych dokonań Pitta jako premiera było ustabilizowanie finansów państwa po wojnie z amerykańskimi koloniami. Pitt dążył do redukcji długu narodowego poprzez wprowadzanie nowych podatków. Inne plany Pitta nie zakończyły się powodzeniem. Można tu wymienić reformę parlamentarną (przeprowadzoną dopiero w 1832 r. przez gabinet lorda Greya), równouprawnienie katolików (przeprowadzone przez gabinet Wellingtona w 1829 r.) i zniesienie handlu niewolnikami (przeprowadził to już w 1807 r. lord Grenville przy poparciu Foxa).

## Pitt w filmie
- Robert Donat wcielił się w postać premiera w filmie The Young Mr Pitt z 1942 r. w reżyserii Carola Reeda
- Julian Wadham zagrał Pitta w filmie Szaleństwo króla Jerzego z 1994 r. w reżyserii Nicholasa Hytnera
- Benedict Cumberbatch wcielił się w postać Pitta w filmie Głos wolności z 2006 r. w reżyserii Michaela Apteda
- Postać Williama Pitta Młodszego pojawia się także w pierwszym odcinku III serii serialu Czarna Żmija. W postać premiera wcielił się Simon Osborne